# 開盛站

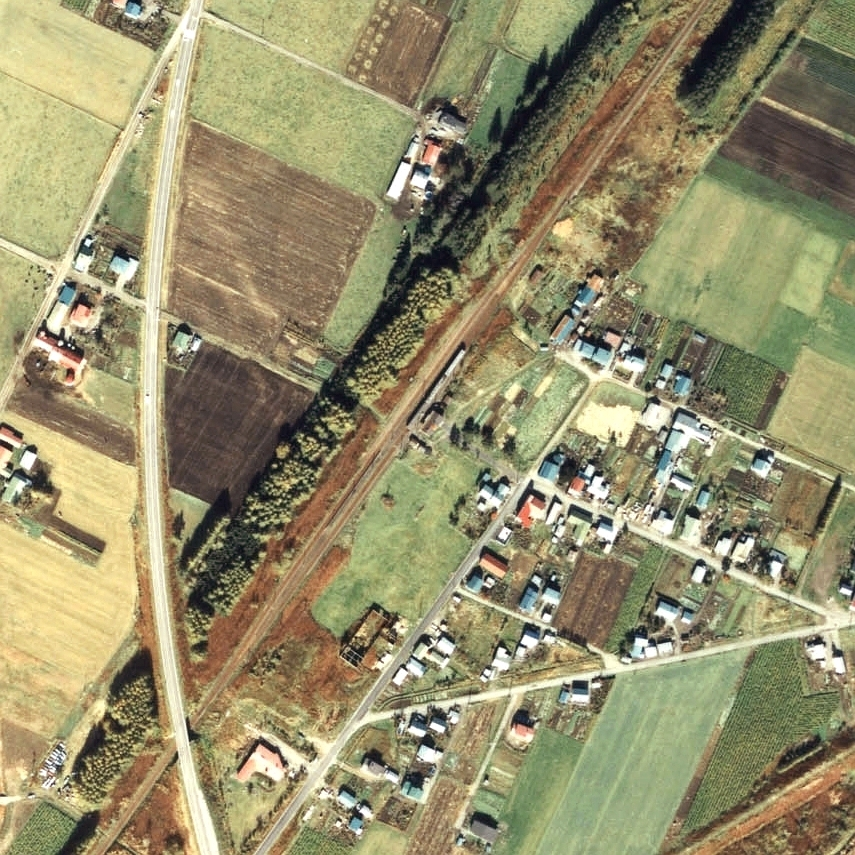
1977年的開盛站與方圓約500米範圍。左下方是遠輕方向。當時設有2面2線單式月台（千鳥式月台）。曾經車站後方設有副本線和堆場，車站大樓旁邊兩側設有引込線，圖中已經看見長滿了草。在戰後不久堆放了木材。在1961年已經停止處理貨物。

開盛站（日语：／ Kaisei eki */?）是位於北海道紋別郡上湧別町開盛（現時：湧別町開盛），北海道旅客鐵道（JR北海道）的名寄本線車站（廢站）。隨著名寄本線廢線，車站在1989年（平成元年）5月1日廢除。

## 歷史
- 1915年11月1日：鐵道院湧別輕便線安國站（當時名為下生田原站）至此站之間開通，社名淵站（日语：／）啟用[2]。當時為一般車站。
- 1916年：

- 11月7日：軌距改為1067毫米。
- 11月21日：此站至下湧別站（後來為湧別站）之間開通（湧別輕便線全線開通），成為中途站。

- 1922年9月2日：路線名稱改為湧別線。
- 1932年10月1日：遠輕站至下湧別站之間編入至名寄本線。
- 1934年2月5日：改名為開盛站[3]。
- 1961年7月25日：結束處理貨物。
- 1978年12月1日：結束處理行李。同時停止售票和檢票業務，旅客業務無人化。但是，由於仍需處理閉塞系統，因此運輸要員仍然當值。
- 1986年11月1日：交會設備廢止，車站完全無人化。
- 1987年4月1日：隨國鐵分割民營化，車站由北海道旅客鐵道（JR北海道）營運。
- 1989年5月1日：名寄本線全線廢除，此站也廢除。

### 站名的由來
「開盛」這個名字在村落內。地名取自村落北邊跨過湧別川的「開盛橋」。
舊站名「社名淵（日语：／）」，也可讀作「しゃなふち」、「さなぶち」。該名稱源自開成地區南邊，遠輕町和湧別町邊界附近流過的湧別川支流——社名淵川。該地名使用在河流上流靠近遠輕町一方。
「社名淵」這個名字源自阿伊努語，有一個說法源自「サンナイプトゥ（san-nay-putu）」，其意思是下去、川、口。在該說法中，現時的社名淵川曾經名為「三內」，而開盛地區位於該河流的河口地帶，因而得名。
另一個說法是「サナプトゥ（sa-na-putu）」，其意思是濱、那方、那河口。
此外，關於改名的經歷，根據《站名的起源》（1939年版）指出「按各種事情而定」。

## 車站構造
截至車站廢除前，車站是一座地面車站，設有1面1線的單式月台。月台位於路軌東邊（遠輕方向會開啟左邊車門）。
在國鐵時代末期完全無人化前，此站設有2面2線的單式月台，當時可進行列車交會。單式月台1面1線是千鳥式配置。車站大樓一方的月台是下行2號月台，上行月台是1號月台。車站大樓一方月台南邊和外邊月台北邊之間設有站內平交道。1號月台靠近名寄一方設有路軌分支，路軌向遠輕一方延伸，該路軌是側線。月台前後的路軌都是彎曲的，這是由於兩邊曾經設有轉轍器。
此站為無人車站。在有人車站時代還有車站大樓。大樓位於站內東邊，鄰接月台。

## 車站周邊
- 國道242號（日语：国道242号）（置戶國道）[11]。
- 湧別川[11]
- 北海道北見巴士（日语：北海道北見バス）、北紋巴士（日语：北紋バス）「開盛市街」巴士站

## 現況
站內靠近遠輕一方重建為開盛市區，建設了住宅區和町道。靠近紋別一方變成空地，只剩下防雪林。為了紀念開盛地區開發100周年，開盛自治會建立了黑御影石製的「名寄本線開盛站蹟之碑」。
在遠輕一方長久以來於國道242號處設有開盛跨線橋，該處的路基遺蹟建設了市區町道，因此變成了立體相交的道路。北海道開發局在2012年5月至10月之間，把開盛跨線橋拆毀，變成平交相交。

## 相鄰車站
北海道旅客鐵道（JR北海道）
名寄本線
共進－開盛－北遠輕

## 注腳
1. ↑  1948年撮影航空写真（國土地理院 地圖、航空照片參閱服務）
2. 1 2 3 4 5   第1版. 札幌市: 日本國有鐵道北海道總局. 1973-03-25: 198. ASIN B000J9RBUY （日语）.
3. ↑  日本《官報》第2112號「鐵道省告示第8號」，1934年1月19日：第431頁。
4. 1 2 3  札幌鉄道局編 (编). . 北彊民族研究会. 1939: 92. NDLJP: 1029473 （日语）.
5. 1 2  書籍《北海道の駅878ものがたり 駅名のルーツ探究》（監修：太田幸夫，富士Comtem，2004年2月發行）188頁。
6. 1 2 3 4  山田秀三. . アイヌ語地名の研究　別巻 2. 浦安市: 草風館. 2018-11-30: 185. ISBN 978-4-88323-114-0 （日语）.
7. 1 2   (PDF). アイヌ語地名リスト. 北海道 環境生活部 アイヌ政策推進室. 2007  [2019-03-31]. （原始内容存档 (PDF)于2018-04-17） （日语）.
8. ↑   (PDF). アイヌ語地名リスト. 北海道 環境生活部 アイヌ政策推進室. 2007  [2019-03-31]. （原始内容存档 (PDF)于2018-04-17） （日语）.
9. 1 2  本多 貢. 児玉 芳明 , 编. . 札幌市: 北海道新聞社. 1995-01-25: 50. ISBN 4893637606. OCLC 40491505 （日语）.
10. 1 2 3 4 5 6  書籍《国鉄全線各駅停車1 北海道690駅》（小學館，1983年7月發行）212頁。
11. 1 2  書籍《北海道道路地図 改訂版》（地勢堂，1980年3月發行）18頁。
12. ↑  「鉄路の思い出後世に　開盛駅跡地に碑建立　上湧別」北海道新聞朝刊北見版，2006年11月30日付
13. ↑  「かわらばんNo.64」湧別町，2012年5月24日付